# Hospital General de Agudos Dr. José María Penna
El Hospital General de Agudos "José M. Penna" es uno de los principales hospitales públicos de la ciudad de Buenos Aires.

## Historia
La inauguración de la Estación Sanitaria Nueva Pompeya en 1905, marcó el origen del futuro Hospital Penna. Geográficamente, en la zona se destacaban los Corrales Viejos. Hacia la Avenida Caseros se extendía el “barrio de las latas”, era una zona pantanosa e inundable, de terrenos rellenos con basura, con una población de personas humildes y trabajadoras.
La estación cumplió con sus objetivos pero quedó obsoleta por el crecimiento del barrio, ya conocido como Parque Patricios. El 11 de marzo de 1926 se puso la piedra fundamental del Hospital de Nueva Pompeya, y el 22 de diciembre se inauguró con la presencia del Presidente Marcelo Torcuato de Alvear, el intendente y el director del hospital el Dr. Roberto Dalved, entre otros. El 26 de enero de 1927 a las 10:00 horas abrió sus puertas y recibió al primer paciente. Contaba con 2 salas con 26 camas cada una, una de ellas de Clínica y la otra de Cirugía, además de los consultorios externos.
A un año de su inauguración el hospital comenzó a crecer, a principios del 1928, gracias a donaciones, se construyeron la maternidad y cirugía de mujeres, aparte de urgencias y sala de operaciones, rayos, laboratorio y el pabellón de odontología. Se habilitaron en octubre de dicho año. Se le anexaron al hospital dos manzanas linderas que se destinaron a caballeriza, cocheras y dependencias.
Ese mismo año se cambia el nombre, de Hospital de Nueva Pompeya a “Dr. José María Penna” en homenaje al higienista y exdirector de la Asistencia Pública, creador y primer director de la Casa de Aislamiento en 1880, que luego sería en 1904 el Hospital Muñiz; y realizador en 1906, de la primera campaña de desratización de la ciudad.
En 1945 se recibió la donación Mouras y se inició la construcción del actual pabellón principal del hospital; que se destinó no solamente a tocoginecología, sino que lo ocupan actualmente otros servicios como clínica, ortopedia y traumatología, urología y terapia intensiva. En 1948 se construyó la sala de neonatología y los consultorios externos.

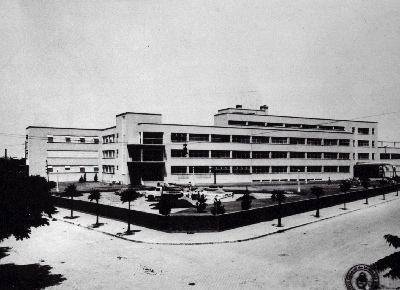
Hospital Penna, Maternidad Mouras (AGN, ca 1945)

En junio de 2012 fue inaugurada la nueva guardia del hospital, con una inversión de más de 13 millones de pesos, aumentando la capacidad operativa del servicio de emergencias del hospital al elevar de 8 a 24 el número de camas y de 38 a 55 la cantidad de profesionales.

## Áreas

### Especialidades médicas adultos
Alergia, Cardiología, Clínica Médica, Dermatología, Endocrinología, Fisioterapia, Foniatría, Fonoaudiología, Gastroenterología, Ginecología, Kinesiología, Nefrología, Neumonología, Neurología, Obstetricia, Oftalmología, Oncología, Otorrinolaringología, Proctología, Psiquiatría, Psicología, Reumatología, Traumatología, Urología, Cirugía General, Neurocirugía.

### Especialidades médicas
Fonoaudiología, Kinesiología, Nefrología, Neonatología, Psiquiatría, Reumatología, Traumatología.

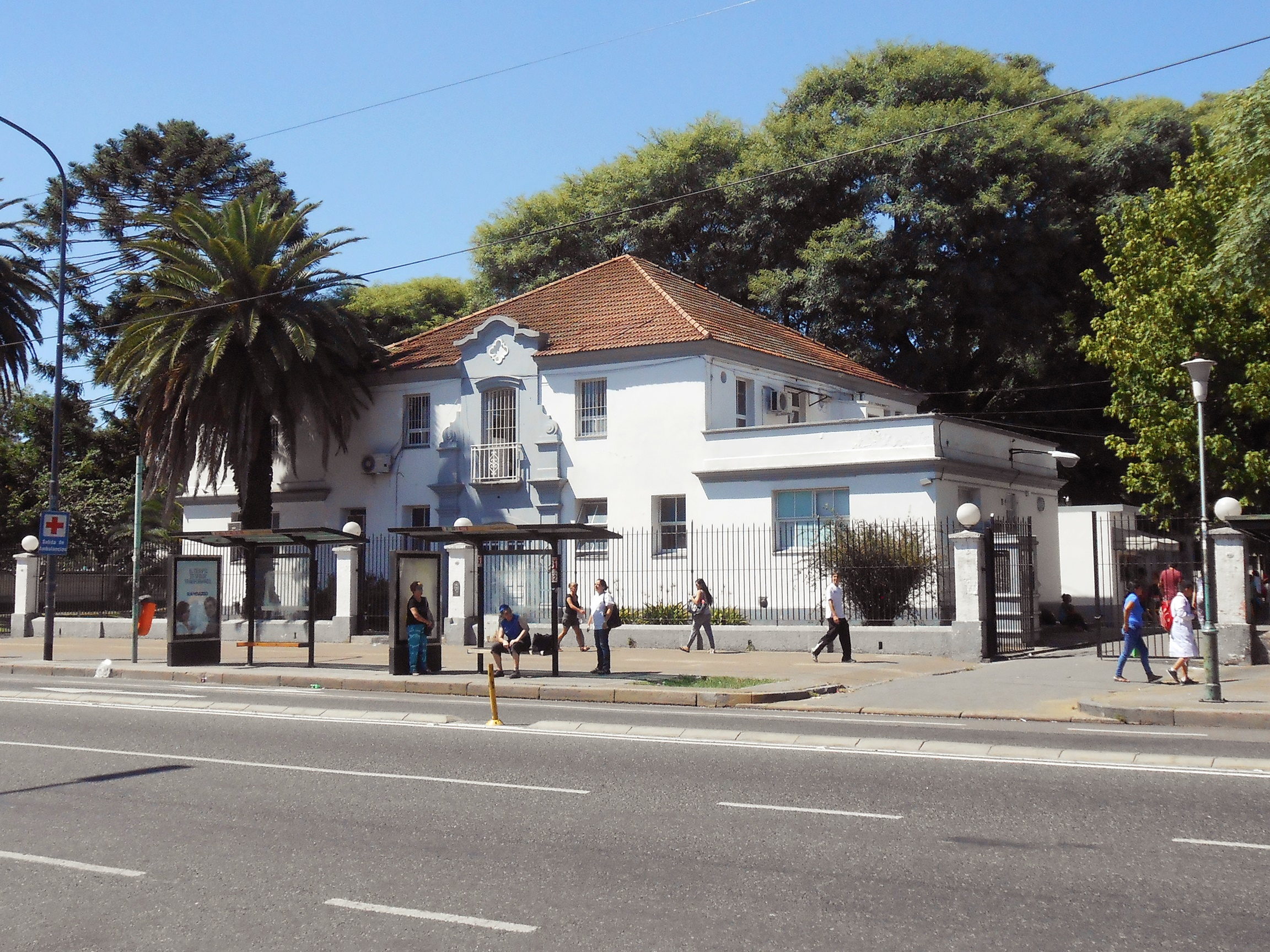
vista desde Av. Almafuerte